# 纳瓦拉联合左翼
纳瓦拉联合左翼（西班牙語：Izquierda Unida de Navarra；缩写为IUN-NEB）是西班牙左翼政党联盟联合左翼在纳瓦拉自治区的分支。它成立于1986年，主要成员是巴斯克共产党。它的政治立场是左翼。它的总协调员是José Miguel Nuin Moreno。它的总部位于潘普洛纳。它参加纳瓦拉的选举联盟纳瓦拉和你。